# Aedes pallens
Aedes pallens är en tvåvingeart som beskrevs av Ross 1943. Aedes pallens ingår i släktet Aedes och familjen stickmyggor. Inga underarter finns listade i Catalogue of Life.